# Rap God
«Rap God» — третій сингл американського репера Eminem з його восьмого студійного альбому The Marshall Mathers LP 2. Прем'єра пісні відбулась на YouTube-каналі 14 жовтня 2013. Через день її видали окремком.
Продюсери: американський дует Doe Boyz (продюсер: DVLP [також відомий як Develop], співпродюсер: Filthy). Пісню записали на Effigy Studios у Мічигані. Звукорежисери: брати Майк і Джо Стрендж, Тоні Кампана. Зведення: Eminem, Майк Стрендж. Додаткові клавішні, програмування: Джо Стрендж. 14 жовтня 2013 DVLP повідомив через Твіттер, що біту 2 роки, його створили у листопаді 2011, пісню записали у 2012. «Rap God» увійшов до Книги рекордів Ґіннеса як гіт-сингл з найбільшою кількістю слів (1560 за 6 хв. 4 сек.).

## Зміст
У пісні згадано скандал з Монікою Левінскі (щоб показати довголіття репера як лідера в реп-індустрії, проголосивши себе таким чином «безсмертним богом»), конфлікт між Fabolous і Ray-J, Heavy D & the Boyz, пленкінґ, «Ходячі мерці», композицію J. J. Fad «Supersonic», Тупака Шакура, Pharaohe Monch, Rakim, N.W.A, Eazy-E, Доктора Дре, DJ Yella, Ice Cube, MC Ren, Лакіма Шабезза, хіп-хоп пісню 2007 р. «Lookin Boy». Eminem також говорить про цензурування свого уривку про бійню у школі Колумбайн в «I'm Back» з The Marshall Mathers LP (2000).
На 4:26 виконавець починає швидко читати реп — 97 слів за 15 сек, у середньому 6,5 слів на секунду. Репер називає «надзвуковою швидкістю»:
Uh-summa lumma dooma lumma you assuming I'm a human 

What I gotta do to get it through to you I'm superhuman

Innovative and I'm made of rubber 

So that anything you say is ricocheting off of me and it'll glue to you 

I'm devastating, more than ever demonstrating 

How to give a motherfuckin' audience a feeling like it's levitating 

Never fading, and I know the haters are forever waiting 

For the day that they can say I fell off, they'd be celebrating 

Cause I know the way to get 'em motivated 

I make elevating music...— Eminem, «Rap God»
Репер записав усю композицію як фрістайл.

## Комерційний успіх
У США окремок завантажили понад 270 тис. разів за перший тиждень. «Rap God» — сьомий трек у кар'єрі репера, що одразу потрапив до Billboard Hot 100. Це перевершило попереднє досягнення Lil Wayne (6) за найбільшу кількість синглів з-поміж чоловіків за всю історію чарту. У тиждень 5 березня 2014 платні цифрові завантаження становили понад 1 млн.

## Відгуки
Більшість критиків позитивно оцінили пісню. Оглядач з Time зазначив, що спираючись на «Rap God» і дебютний сингл «Berzerk» можна зробити висновок, що майбутня платівка стане класикою. Трек посів 15-те місце рейтингу «100 найкращих пісень 2013» за версією Rolling Stone і 14-те «50 найкращих пісень 2013» за версією Complex.

## Нагороди й номінації
| Рік  | Церемонія              | Нагорода                    | Результат |
| ---- | ---------------------- | --------------------------- | --------- |
| 2014 | World Music Awards     | «Найкраща пісня світу»      | Номінація |
| 2014 | MTV Video Music Awards | «Найкраща арт-дирекція»     | Номінація |
| 2014 | MTV Video Music Awards | «Найкращий монтаж»          | Перемога  |
| 2014 | MTV Video Music Awards | «Найкращі візуальні ефекти» | Номінація |
| 2015 | Ґреммі                 | «Найкраще реп-виконання»    | Номінація |

## Відеокліп
21 листопада Eminem твітнув трейлер кліпу й сповістив про його вихід 27 листопада, що й сталося о 12 за північноамериканським східним часом на Vevo. У відео репер пародіює Макса Гедрума.

## Чартові позиції

### Тижневі
| Чарт (2013)                               | Найвища позиція |
| ----------------------------------------- | --------------- |
| Австралія (ARIA)                          | 40              |
| Австрія (Ö3 Austria Top 75)               | 45              |
| Бельгія (Ultratip Flanders)               | 65              |
| Бельгія (Ultratop Flanders Urban)         | 14              |
| Велика Британія (Official Charts Company) | 5               |
| Велика Британія (UK R&B Chart)            | 1               |
| Данія (Tracklisten)                       | 30              |
| Ірландія (IRMA)                           | 16              |
| Італія (FIMI)                             | 39              |
| Канада (Canadian Hot 100)                 | 5               |
| Нідерланди (Mega Single Top 100)          | 53              |
| Німеччина (Media Control AG)              | 33              |
| Нова Зеландія (RIANZ)                     | 14              |
| США (Billboard Hot 100)                   | 7               |
| США (Rap Songs) (Billboard)               | 1               |
| Франція (SNEP)                            | 23              |
| Швейцарія (Media Control AG)              | 31              |
| Швеція (Sverigetopplistan)                | 46              |
| Шотландія (Official Charts Company)       | 5               |

### Річні
| Чарт (2013)              | Позиція |
| ------------------------ | ------- |
| US Hot R&B/Hip-Hop Songs | 65      |
| US Rap Songs             | 42      |

## Сертифікації
| Країна    | Сертифікація | Наклад  |
| --------- | ------------ | ------- |
| Австралія | Золотий      | 35 тис. |
| Данія     | Золотий      | 15 тис. |
| Канада    | Платиновий   | 80 тис. |

## Історія виходу
| Країна | Дата           | Формат                 | Лейбл                        |
| ------ | -------------- | ---------------------- | ---------------------------- |
| США    | 15 жовтня 2013 | Завантаження музики    | Shady, Aftermath, Interscope |
| США    | Грудень 2013   | Сучасний урбан (радіо) | Shady, Aftermath, Interscope |
| США    | Грудень 2013   | Сучасне ритмічне радіо | Shady, Aftermath, Interscope |